# Park Wan Suh
Park Wan Suh (20 de octubre de 1931 - 22 de enero de 2011) fue una escritora surcoreana.

## Biografía
Park Wan Suh nació en 1931 en Gaepung-gun, provincia de Gyeonggi, en lo que ahora es Corea del Norte. Entró a la Universidad Nacional de Seúl, la más prestigiosa de Corea, pero la tuvo que dejar debido a la Guerra de Corea y la muerte de su hermano. Durante la guerra, el ejército de Corea del Norte la separó de su madre y de su hermano llevándoselos a Corea del Norte. Ella vivió en un pueblo llamado Achui, en Guri, a las afueras de Seúl hasta su muerte. Park murió el 22 de enero de 2011 de cáncer.

## Obra
Park Wan Suh publicó su primera obra El árbol desnudo en 1970, cuando tenía 40 años. Su obra creció rápidamente y en 2007 había escrito quince novelas y diez recopilaciones de relatos cortos. Su obra es admirada y respetada en Corea y ha ganado varios premios literarios, incluidos el Premio Literario Yi Sang de 1981, el Premio de Literatura Coreana de 1990 y el Premio Literario Dong-in en 1994. Su obra se centra en las familias y realiza una dura crítica de la clase media. Quizá el ejemplo más claro de esto es su relato "La incubadora de sueños", en el cual una mujer es forzada a abortar hasta que tener un hijo varón. Sus obras más conocidas en Corea son Un mal año en la ciudad, Tardes tambaleándose, El invierno de ese año fue cálido y ¿Aún sigues soñando?.

## Premios
- Premio Literario Yi Sang (1981)
- Premio Nacional de Literatura Coreana (1990)
- Premio Hyundae Munhak (1993)
- Premio Literario Dong-in (1994)
- Premio Ho-am de Artes (2006)
- Orden al Mérito Cultural, 2011.[10]